# Martin Neumeyer (Verwaltungsjurist)
Martin Neumeyer (* 1960 in Ludwigshafen am Rhein) ist ein deutscher Jurist und Vorstandsvorsitzender der Bayerischen Staatsforsten.  Als Ministerialdirektor war er Amtschef im Bayerischen Staatsministerium für Ernährung, Landwirtschaft und Forsten und zuvor Amtschef des bayerischen Staatsministers für Bundes- und Europaangelegenheiten in der Staatskanzlei. Davor war er Regierungssprecher der bayerischen Staatsregierung.

## Biographie
Neumeyer absolvierte eine Ausbildung als Bankkaufmann und studierte Rechtswissenschaften in München. Ab 1990 war als Richter am Amtsgericht München tätig, wurde 1991 zunächst Pressesprecher der Vertretung des Freistaates Bayern beim Bund, ab 1994 Pressesprecher der bayerischen Staatskanzlei, danach Regierungssprecher der bayerischen Staatskanzlei. Neumeyer galt als einer der engsten Vertrauten des ehemaligen bayerischen Ministerpräsidenten Edmund Stoiber, war aber wegen seines enormen Einflusses bei vielen Abgeordneten der CSU äußerst umstritten. Seit dem 1. Januar 2006 Amtschef für Bundes- und Europaangelegenheiten in der Staatskanzlei. In dieser Funktion soll er laut Aussagen des damaligen bayerischen Ministerpräsidenten Horst Seehofer vertrauliche Informationen aus dem CSU-Vorstand an die US-amerikanische Botschaft weitergeleitet haben. Von 1. März 2010 bis 31. März 2015 war Neumeyer Amtschef im Bayerischen Staatsministerium für Ernährung, Landwirtschaft und Forsten. Am 1. April 2015 wurde er Vorstandsvorsitzender der Bayerischen Staatsforsten AöR, des größten Forstbetriebs in Deutschland. Er verantwortet folgende Bereiche:
- Holz und Logistik
- Immobilien und Weitere Geschäfte
- Vorstandsbüro, Unternehmenskommunikation und Unternehmensentwicklung
- Forsttechnik sowie die Stabstelle Recht

Neumeyer lebt in München und hat zwei Kinder.